# Phylocentropus
Phylocentropus is een geslacht van schietmotten. De typesoort van het geslacht is Polycentropus lucidus.

## Soorten
Het geslacht kent de volgende soorten:
- Phylocentropus antiquus  †
- Phylocentropus auriceps
- Phylocentropus carolinus
- Phylocentropus cretaceous  †
- Phylocentropus harrisi
- Phylocentropus ligulatus  †
- Phylocentropus lucidus
- Phylocentropus narumonae
- Phylocentropus orientalis
- Phylocentropus placidus
- Phylocentropus shigae
- Phylocentropus simplex  †
- Phylocentropus spiniger  †
- Phylocentropus swolenskyi  †
- Phylocentropus vietnamellus